# 塞族共和國第納爾
塞族共和國第納爾（Republika Srpska dinar）是塞族共和國在1992年至1998年波斯尼亞戰爭期間的貨幣。塞族共和國第納爾前後發行過兩次，第一次是在1992年，取代南斯拉夫第納爾，和南斯拉夫第納爾等值。第二次是在1993年10月1日，取代舊的第納爾，1新第納爾等於100萬舊第納爾。1998年之後，塞族共和國改用可兌換馬克作為貨幣。